# Ацетилацетонати
Ацетилацетонати (рос. ацетилацетонаты, англ. acetylacetonates) — хелатні металічні похідні ацетилацетону, що містять угруповання, в якому проявляється певна електронна делокалізація в хелатному циклі. Число ацетилацетонатних груп, зв'язаних з металом, може бути 1 — 4.
Варіації ацетилацетонату також були розроблені з безліччю замісників